# Python de Seba
Python sebae
Pour les articles homonymes, voir Séba.
Espèce
Synonymes
- Coluber sebae Gmelin in Linnaeus, 1789
- Coluber speciosus Bonnaterre, 1789
- Python houttuyni Daudin, 1803
- Python liberiensis Hallowell, 1845

Statut de conservation UICN

NT : Quasi menacé
Statut CITES
Le Python de Seba (Python sebae) est une espèce de serpents de la famille des Pythonidae.

## Description
Le Python de Seba (Python sebae) est un des pythons les plus longs, c'est aussi le plus grand serpent africain. Sa taille varie, en général, de 4 à 6 m mais il peut mesurer jusqu'à 7,5 m de long. Ce serpent peut dépasser les 100 kg.
Ce serpent constricteur peut vivre jusqu'à 30 ans (captivité) mais son espérance de vie dans la nature est en moyenne rarement supérieure à 15 ans. Il se rencontre en Afrique tropicale et centrale jusqu'au sud du Sahara. Ses milieux naturels sont les plaines, les zones boisées, les forêts ombrophiles, ou encore les marécages, les savanes, les escarpements rocheux... Son corps est massif et a une teinte de base brune, qui peut varier du brun noir au brun rouge sur le dos. Des taches brun sombre forment un motif en échelle le long de son corps.

## Alimentation
Comme la plupart des Pythonidae, le python de Seba possède des fossettes thermosensibles sur les côtés de la tête, qui lui permettent de détecter la chaleur émise par les animaux à sang chaud.
Il se nourrit de poissons, de rats, d'oiseaux, de chauve-souris, de phacochères, de petites hyènes, de singes, de crocodiles et d'antilopes.
Il peut, à son tour, être la proie des lions et des léopards.

## Reproduction
L'accouplement des Pythons de Seba se fait à partir de février.
La femelle peut pondre jusqu'à 30 à 50 œufs, exceptionnellement 100, qui mesurent environ 16 cm de long sur 9 cm : le python de Seba est donc ovipare.
La femelle couve ses œufs pendant 3 mois aux environs de 30 °C, au terme desquels ils donnent naissance à des jeunes mesurant de 60 à 70 cm de long.
L'espèce s'est déjà souvent reproduite en captivité.

## Répartition
Cette espèce se rencontre en Afrique. Elle se trouve au Sénégal, en Gambie, en Mauritanie, en Guinée-Bissau, en Guinée, au Sierra Leone, au Liberia, en Côte d'Ivoire, au Ghana, au Togo, au Bénin, au Burkina Faso, au Nigeria, au Cameroun, en République centrafricaine, au Mali, au Niger, au Tchad, au Soudan, en Éthiopie, en Érythrée, en Ouganda, en République démocratique du Congo, en République du Congo, au Gabon, au Rwanda, au Burundi, en Tanzanie, en Angola, en Somalie et au Zimbabwe.

## Relation avec l'homme
Le python de Seba est connu pour être agressif : contrairement à d’autres serpents, au lieu de fuir devant le danger, il a tendance à attaquer. Ainsi, en 2013 au Canada, deux enfants ont été tués par un python de Seba qui s'était échappé de son vivarium.
En Afrique, ce serpent est chassé par de nombreuses populations autochtones pour sa chair, ainsi que pour sa peau avec laquelle des vêtements peuvent être créés, comme des pièces d'étoffe (chefferie) par exemple, ou exportée.

## Protection
Dans la Convention de Washington, le Python de Seba appartient à l'annexe 2.
Dans la réglementation européenne, il appartient à l'annexe B.
Il a été classé dans les espèces dangereuses au sens de l’arrêté du 21 novembre 1997 (France), il nécessite la possession du Certificat de Capacité et de l'Autorisation d'Ouverture d'Etablissement pour toute maintenance.

## Taxinomie
La sous-espèce Python sebae natalensis a été élevée au rang d'espèce.

## Étymologie

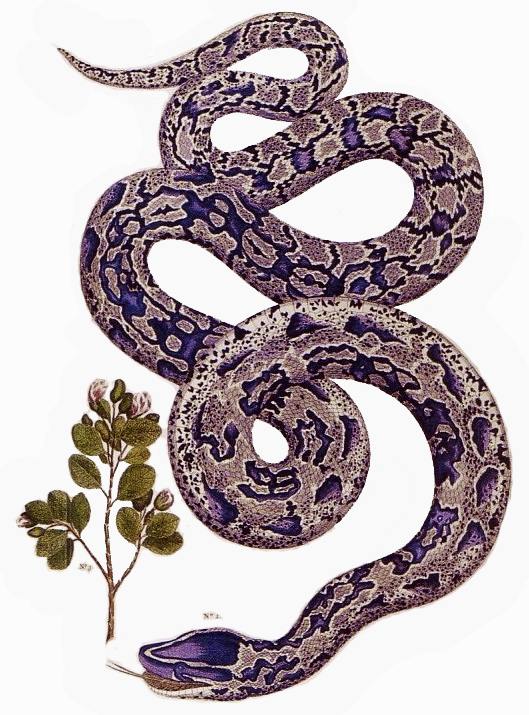
Illustration dans le "Thesaurus" d'Albertus Seba, vers 1735.

Cette espèce est nommée en l'honneur d'Albertus Seba.

## Galerie

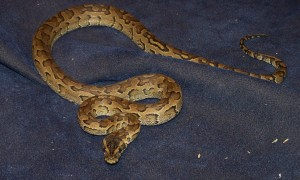
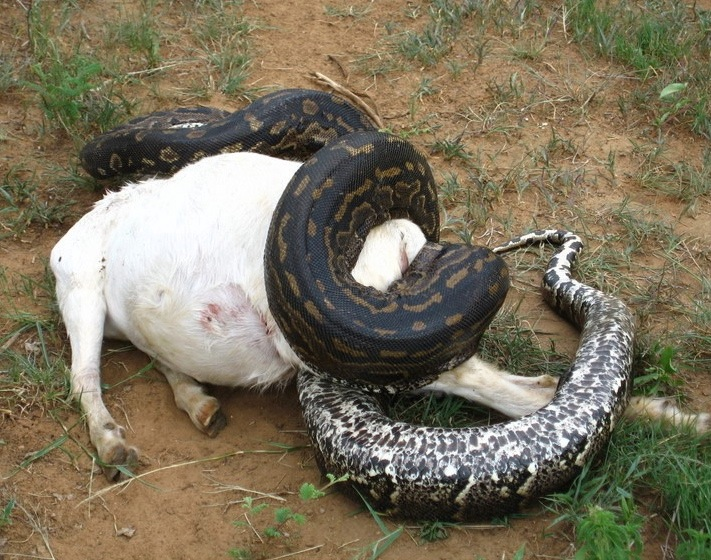
Python sebae natalensis étouffant une chèvre pleine
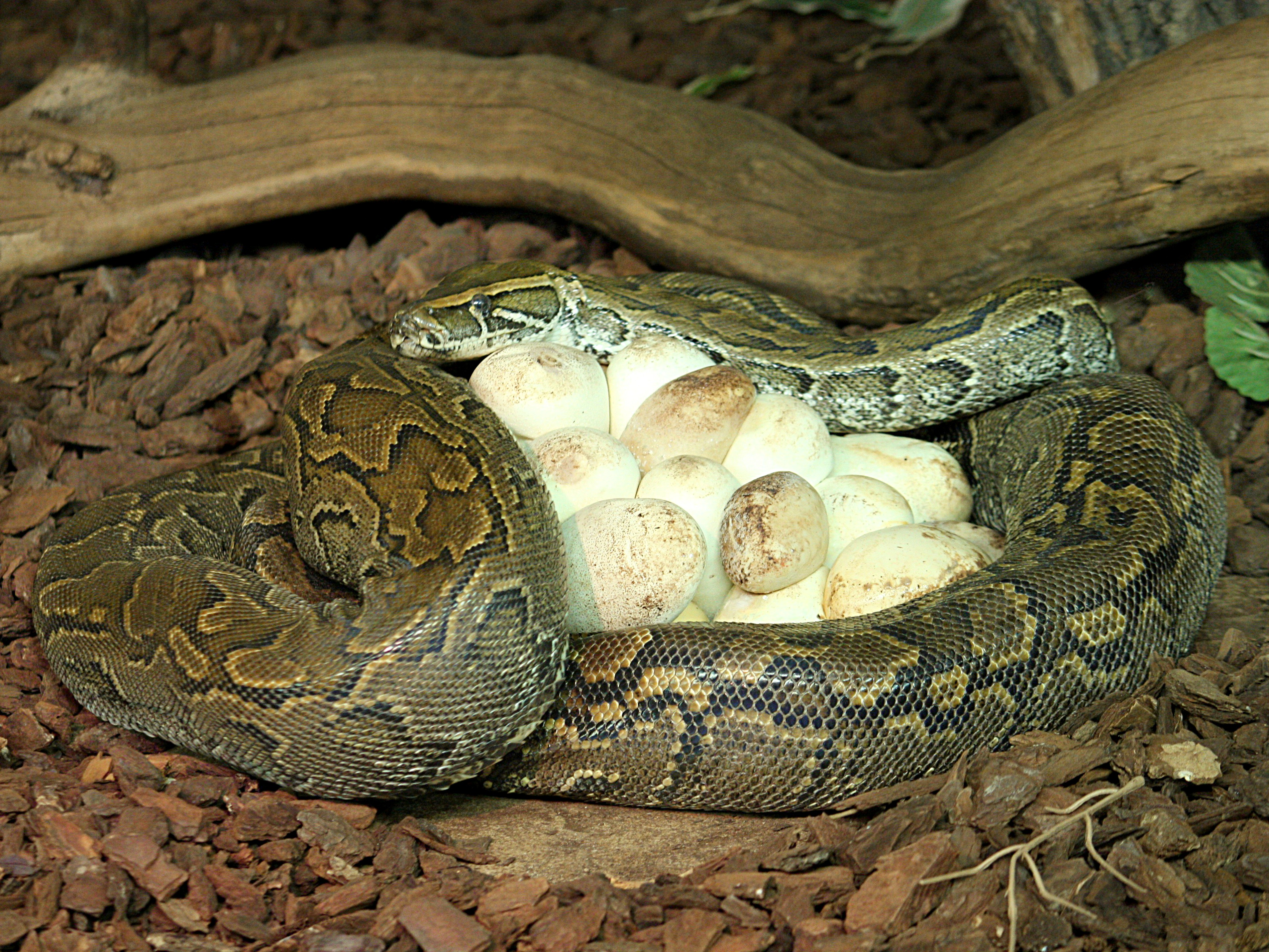

## Publication originale
- Gmelin, 1789 : Caroli a Linné Systema naturae. 13. ed., Tom 1 Pars 3. G. E. Beer, Lipsiae, p. 1033-1516.